# NGC 936
NGC 936 é uma galáxia espiral localizada a cerca de cinquenta e nove milhões de anos-luz (aproximadamente 18,08 megaparsecs) de distância na direção da constelação da Baleia. Possui uma magnitude aparente de 10,2, uma declinação de -01º 09' 23" e uma ascensão reta de 02 horas,  27 minutos e 37,5 segundos.